# 한일은행 야구단
한일은행 야구단은 1962년부터 1997년까지 존재했던 실업 야구단이다. 1962년 창단 후 한일은행에서 후원했던 김충이 고교 졸업 후 한일은행 야구단이 아닌 상업은행 야구단에 입단하자 이에 모기업에서 이에 반발하여 홧김에 야구단을 해체해버렸다. 1966년 해체된 크라운맥주 야구단의 선수들을 인수해 재창단되었다. 1978년에는 제일은행 야구단과 함께 현대건설에 인수될 뻔 했으나 무산되었고, 1997년 외환 위기 여파로 축구단과 함께 해체되었다.

## 주요 선수
- 강병철
- 김영덕
- 김용수
- 김용철
- 김응용
- 배성서
- 서동준
- 우용득
- 유승안
- 이광근
- 이성득
- 임신근
- 조창수
- 주성로
- 허구연
- 사인상
- 배태욱